# Torneo Regional del Oeste 2024
La competencia comienza en el año 2000 e incluye clubes de las provincias de Mendoza, San Juan y San Luís. Es decir, incluye a las uniones Cuyo, San Juan y San Luis.
Es uno de los 7 torneos clasificatorios para el Torneo del Interior y el campeonato de rugby en el que se enfrentan los mejores clubes de Argentina Torneo Nacional de Clubes.

## Equipos participantes
- Marista Rugby Club.

- Liceo Rugby Club.

- Club Personal Banco Mendoza.

- Teqüe Rugby Club.

- Los Tordos Rugby Club.

- Banco Rugby Club.

- Mendoza Rugby Club.

- Universidad Nacional de San Juan (San Juan).

- San Juan Rugby Club (San Juan).

- Huazihul Rugby Club (San Juan).

## Tabla
| Equipos                          | Encuentros | Encuentros | Encuentros | Encuentros | Pts. Bonus | Pts. Bonus | Puntos |
| Equipos                          | PJ         | PG         | PE         | PP         | OF         | DF         | Puntos |
| -------------------------------- | ---------- | ---------- | ---------- | ---------- | ---------- | ---------- | ------ |
| Marista Rugby Club               | 13         | 13         | 0          | 0          | 9          | 0          | 61     |
| Los Tordos Rugby Club            | 13         | 11         | 0          | 2          | 9          | 2          | 55     |
| Liceo Rugby Club                 | 13         | 8          | 0          | 5          | 2          | 4          | 38     |
| Club Personal Banco Mendoza      | 13         | 8          | 0          | 5          | 4          | 2          | 38     |
| Universidad Nacional de San Juan | 13         | 8          | 0          | 5          | 2          | 1          | 35     |
| Mendoza Rugby Club               | 13         | 6          | 1          | 6          | 2          | 1          | 29     |
| Teqüe Rugby Club                 | 13         | 5          | 1          | 7          | 1          | 2          | 25     |
| San Juan Rugby Club              | 13         | 3          | 0          | 10         | 2          | 5          | 19     |
| Huazihul Rugby Club              | 13         | 1          | 0          | 12         | 0          | 2          | 6      |
| Banco Rugby Club                 | 13         | 1          | 0          | 12         | 0          | 2          | 6      |
|  | Clasificados a Semifinales. |

### Desarrollo
| Fecha      | Equipo local  | Resultado | Equipo visitante |
| ---------- | ------------- | --------- | ---------------- |
| 06/04/2024 | Banco R.C.    | 17-40     | Marista R.C.     |
| 06/04/2024 | C.P.B.M.      | 29-26     | U.N.S.J.         |
| 06/04/2024 | Huazihul      | 22-32     | Mendoza R.C.     |
| 06/04/2024 | Liceo Mendoza | 33-30     | San Juan R.C.    |
| 06/04/2024 | Teque R.C.    | 27-26     | Los Tordos       |
| 13/04/2024 | Banco R.C.    | 16-17     | Mendoza R.C.     |
| 13/04/2024 | Los Tordos    | 24-7      | C.P.B.M.         |
| 13/04/2024 | San Juan R.C. | 20-27     | Marista R.C.     |
| 13/04/2024 | Teque R.C.    | 45-20     | Huazihul         |
| 13/04/2024 | U.N.S.J.      | 15-28     | Liceo Mendoza    |
| 27/04/2024 | C.P.B.M.      | 25-5      | Teque R.C.       |
| 27/04/2024 | Huazihul      | 35-31     | Banco R.C.       |
| 27/04/2024 | Liceo Mendoza | 27-31     | Los Tordos       |
| 27/04/2024 | Marista R.C.  | 91-14     | U.N.S.J.         |
| 27/04/2024 | Mendoza R.C.  | 54-7      | San Juan R.C.    |
| 04/05/2024 | C.P.B.M.      | 64-12     | Huazihul         |
| 04/05/2024 | Los Tordos    | 23-27     | Marista R.C.     |
| 04/05/2024 | San Juan R.C. | 33-20     | Banco R.C.       |
| 04/05/2024 | Teque R.C.    | 26-22     | Liceo Mendoza    |
| 04/05/2024 | U.N.S.J.      | 35-20     | Mendoza R.C.     |
| 11/05/2024 | Banco R.C.    | 20-34     | U.N.S.J.         |
| 11/05/2024 | Huazihul      | 0-28      | San Juan R.C.    |
| 11/05/2024 | Liceo Mendoza | 23-22     | C.P.B.M.         |
| 11/05/2024 | Marista R.C.  | 45-29     | Teque R.C.       |
| 11/05/2024 | Mendoza R.C.  | 29-47     | Los Tordos       |
| 18/05/2024 | C.P.B.M.      | 3-58      | Marista R.C.     |
| 18/05/2024 | Liceo Mendoza | 66-19     | Huazihul         |
| 18/05/2024 | Los Tordos    | 60-17     | Banco R.C.       |
| 18/05/2024 | Teque R.C.    | 27-27     | Mendoza R.C.     |
| 18/05/2024 | U.N.S.J.      | 35-15     | San Juan R.C.    |
| 01/06/2024 | Banco R.C.    | 20-17     | Teque R.C.       |
| 01/06/2024 | Huazihul      | 19-26     | U.N.S.J.         |
| 01/06/2024 | Marista R.C.  | 18-15     | Liceo Mendoza    |
| 01/06/2024 | Mendoza R.C.  | 21-17     | C.P.B.M.         |
| 01/06/2024 | San Juan R.C. | 5-65      | Los Tordos       |
| 08/06/2024 | C.P.B.M.      | 20-0      | Banco R.C.       |
| 08/06/2024 | Liceo Mendoza | 30-27     | Mendoza R.C.     |
| 08/06/2024 | Los Tordos    | 44-22     | U.N.S.J.         |
| 08/06/2024 | Marista R.C.  | 74-17     | Huazihul         |
| 08/06/2024 | Teque R.C.    | 34-31     | San Juan R.C.    |
| 15/06/2024 | Banco R.C.    | 33-47     | Liceo Mendoza    |
| 15/06/2024 | Huazihul      | 26-59     | Los Tordos       |
| 15/06/2024 | Mendoza R.C.  | 15-44     | Marista R.C.     |
| 15/06/2024 | San Juan R.C. | 10-15     | C.P.B.M.         |
| 15/06/2024 | U.N.S.J.      | 54-19     | Teque R.C.       |
| 29/06/2024 | Banco R.C.    | 6-67      | Marista R.C.     |
| 29/06/2024 | C.P.B.M.      | 30-20     | Mendoza R.C      |
| 29/06/2024 | Huazihul      | 12-67     | Los Tordos       |
| 29/06/2024 | Liceo Mendoza | 29-30     | U.N.S.J.         |
| 7/07/2024  | Los Tordos    | 42-20     | San Juan R.C.    |
| 7/07/2024  | Marista R.C.  | 50-17     | Teque R.C.       |
| 7/07/2024  | Mendoza R.C.  | 64-21     | Huazihul         |
| 7/07/2024  | U.N.S.J.      | 47-14     | Banco R.C.       |
| 13/07/2024 | Los Tordos    | 36-20     | C.P.B.M.         |
| 13/07/2024 | Marista R.C.  | 59-32     | Liceo Mendoza    |
| 13/07/2024 | San Juan R.C  | 31-27     | Huazihul         |
| 13/07/2024 | Teque R.C.    | 23-7      | Banco R.C.       |
| 20/07/2024 | Banco R.C.    | 28-43     | Liceo Mendoza    |
| 20/07/2024 | Huazihul      | 28-52     | C.P.B.M.         |
| 20/07/2024 | San Juan R.C. | 13-19     | Mendoza R.C.     |
| 20/07/2024 | Teque R.C.    | 22-25     | U.N.S.J.         |
| 27/07/2024 | C.P.B.M.      | 51-8      | San Juan R.C.    |
| 27/07/2024 | Liceo Mendoza | 30-20     | Teque R.C.       |
| 27/07/2024 | Mendoza R.C.  | 17-45     | Los Tordos       |
| 27/07/2024 | U.N.S.J.      | 16-26     | Marista R.C.     |

## Fase Final
|  | Semifinales | Semifinales                 | Semifinales        |                    |                       | Final                 | Final | Final |  |
|  |             |                             |                    |                    |                       | 11 de Agosto          |       |       |  |
|  |             |                             |                    |                    |                       |                       |       |       |  |
|  |             |                             |                    |                    |                       |                       |       |       |  |
|  | 1           | Los Tordos Rugby Club       | 37                 |                    |                       |                       |       |       |  |
|  | 1           | Los Tordos Rugby Club       | 37                 |                    |                       |                       |       |       |  |
|  | 4           | Liceo Rugby Club            | 19                 |                    |                       |                       |       |       |  |
|  | 4           | Liceo Rugby Club            | 19                 |                    | Los Tordos Rugby Club | Los Tordos Rugby Club | 13    |       |  |
|  |             |                             |                    |                    | Los Tordos Rugby Club | Los Tordos Rugby Club | 13    |       |  |
|  |             |                             | Marista Rugby Club | Marista Rugby Club | 20                    |                       |       |       |  |
|  | 3           | Marista Rugby Club          | Marista Rugby Club | Marista Rugby Club | 20                    | 30                    |       |       |  |
|  | 3           | Marista Rugby Club          |                    |                    |                       | 30                    |       |       |  |
|  | 2           | Club Personal Banco Mendoza | 8                  |                    |                       |                       |       |       |  |
|  | 2           | Club Personal Banco Mendoza | 8                  |                    |                       |                       |       |       |  |
|  |             |                             |                    |                    |                       |                       |       |       |  |